# یورگن دگن
یورگن دگن (انگلیسی: Jürgen Degen؛ زادهٔ ۷ نوامبر ۱۹۶۷) بازیکن فوتبال اهل آلمان است.
از باشگاه‌هایی که در آن بازی کرده‌است می‌توان به باشگاه فوتبال کایزرسلاوترن، باشگاه فوتبال فورتونا دوسلدورف، و باشگاه فوتبال هانوفر ۹۶ اشاره کرد.